# Tiridat III. Partski
Tiridat III. Partski  je bio vladarom Partskog Carstva. Vladao je kratko 35. i 36. godine. Bio je iz dinastije Arsakida.

## Povijest
Kad je njegov djed Fraat IV. zaratio s Augustom, Marko Antonije nije bio u mogućnosti očuvati pod svojom vlašću krajeve koje je osvojio. Tako je Fraat uskoro vratio pod svoju vlast Atropatenu te istjerao Artavazdova sina Artaksa natrag u Armeniju. 
Njegove broje okrutnosti su naljutile njegove podanike, koji su stoga 32. pr. Kr. postavli Tiridata II. na prijestolje. Fraata su na prijestolje vratili Skiti, a Tiridat je pobjegao u Siriju. Rimljani su se nadali da bi August mogao osvetiti poraz kojeg su Parti nanijeli rimskom generalu Marka Licinija Krasa, no on je riješio stvar mirovnim sporazumom, po kojem je Fraat vratio zarobljenike, a kraljevstvo Armenija je priznato za rimsku dependenciju. 
S druge je strane, Fraat IV., čiji najveći neprijatelji su bili iz njegove obitelji, zauzvrat poslao kao talce jamce osiguranja tog sporazuma svojih petero sinova 20-ih u Rim. Među njima su bili Vonon I. te Tiridat III. Fraat IV. ih je poslao kao talce na nagovor Muse Partske. 
Tiridat je tako odrastao u rimskom okružju te se je romanizirao. Rimljani su ga poslije nastojali postaviti kao vazalnog kralja 35. godine. 
Te je godine 35. partski kralj Artaban II. provalio u Armeniju. 36. es je godine dio partskog plemstva pobunio protiv Artabana II., pa su se obratili rimskom caru Tiberiju da im pošalje kralja iz Fraatove rodbine. Tiberije je poslao Tiridata na istok, a vojskovođi Luciju Viteliju (ocu cara Vitelija) naredio vratiti rimsku vlast ondje. Uspješnim vojnim i diplomatskim akcijama Lucije Vitelije je uspio u potpunosti obaviti zadaću. Pristaše su napustile Artabana, a sami Artaban je pobjegao. 
Tiridat je proglašen kraljem, no nije se mogao održati na vlasti budući je bio vazalom Rimskog Carstva. Artaban II. se uskoro vratio iz Hirkanije sa snažnom vojskom skitskih (daških) pomoćnih snaga, pa su ga Parti opet prihvatili za vladara. Tiridata je natjerao povući se. Prvo se povukao u Seleukiju na rijeci Tigrisu. Nakon nego vremena morao je u potpunosti otići iz partske države. Sklonio se u rimskoj provinciji Siriji.
Rimski je povjesničar Tacit zapisao da je partski sudski službenik Abdagaes koji je politički kontrolirao Tiridata, poštedio Tiridata opasnosti sprječavajući ga posjetiti partska plemena. Ova politika su držala nepouzdane klanove podalje od zamisli o ujediinjenju protiv Tiridata. Kad je stanje postalo neodrživim, Abdagaes je svjetovao Tiridata povući se zapadno prema Mezopotamiji gdje su strateške obrambene lokacije bile pogodne. Partska su plemena ovaj pokret smatrala kukavičkim činom, što je sve dovelo do Tiridatova izgnanja s moći.